# Porto da Carne
Porto da Carne é uma povoação portuguesa sede da Freguesia de Porto da Carne do Município da Guarda, freguesia com 1,98 km² de área e 338 habitantes (censo de 2021), e, por isso, uma densidade populacional de 170,7 hab./km².
Pertenceu ao concelho de Celorico da Beira; em 1852 já fazia parte do município de Guarda.
Porto da Carne está localizada nas margens do Rio Mondego.

## Tradições
As festas em honra do padroeiro (São Pedro de Verona) realizam-se no último fim de semana do mês de Abril. 
Também nesta freguesia é comemorada a criação do Brasão da mesma, realizando para esta comemoração uma Festa onde todos os habitantes podem degustar uma sardinhada oferecida pela Junta de Freguesia.

## Política
No mandato 2021-2025, a Junta de Freguesia para o seu mandato 21/25, é presidida por Andreia Plácido.

## Demografia
A população registada nos censos foi:
| Distribuição da População por Grupos Etários | Distribuição da População por Grupos Etários | Distribuição da População por Grupos Etários | Distribuição da População por Grupos Etários | Distribuição da População por Grupos Etários |
| -------------------------------------------- | -------------------------------------------- | -------------------------------------------- | -------------------------------------------- | -------------------------------------------- |
| Ano                                          | 0-14 Anos                                    | 15-24 Anos                                   | 25-64 Anos                                   | > 65 Anos                                    |
| 2001                                         | 74                                           | 45                                           | 179                                          | 100                                          |
| 2011                                         | 38                                           | 41                                           | 170                                          | 136                                          |
| 2021                                         | 28                                           | 17                                           | 143                                          | 150                                          |

## Património
- Igreja Paroquial de Porto da Carne